# Der kleine Nick macht Ferien
Der kleine Nick macht Ferien (Originaltitel: Les vacances du petit Nicolas) ist eine französische Filmkomödie von Laurent Tirard aus dem Jahr 2014 mit Mathéo Boisselier, Valérie Lemercier, Kad Merad, Dominique Lavanant, François-Xavier Demaison und Bouli Lanners. Es ist die Fortsetzung des Films Der kleine Nick aus dem Jahr 2009. Der Film wurde am 9. Juli 2014 in Frankreich veröffentlicht und basiert auf den Kinderbüchern von René Goscinny und Jean-Jacques Sempé über Nick und seine Freunde. 2021 folgte Der kleine Nick auf Schatzsuche.

## Inhalt
Nick verbringt seine Sommerferien mit seinen Eltern und seiner Großmutter am Meer. Die Familie lässt sich im Hôtel Beau-Rivage in Bain-les-Mers nieder. Am Strand trifft er die neuen Freunde, Blaise, der nicht im Urlaub ist, sondern einfach dort lebt; Fructueux, der alles isst; Djodjo, der etwas seltsam spricht, weil er Engländer ist; Crépin, die übliche Heulsuse; Côme, der immer Recht haben will und wirklich nervig ist. Nick lernt auch Isabelle kennen, ein kleines Mädchen, das ihn immer mit verdrehten Augen anstarrt. Nick glaubt, dass Isabelle ihn in der Zukunft heiraten möchte, aber da Nick in Marie-Edwige verliebt ist, will er das mit seinen Freunden verhindern.

## Produktion und Veröffentlichung
Regie führte Laurent Tirard. Die Drehbücher schrieben Laurent Tirard, Grégoire Vigneron und Jaco Van Dormael. Die Produzenten waren Olivier Delbosc und Marc Missonnier. Die Musik komponierte Éric Neveux und für die Kameraführung war Denis Rouden verantwortlich. Für den Schnitt verantwortlich war Valérie Deseine. Der Film kam in Frankreich am 9. Juli 2014 raus.

## Rezeption
„Der vergnügliche Film lebt von einem lustvollen Retro-Look sowie einer liebevoll eingesetzten Musik der 1960er-Jahre; eine liebenswürdige Verbeugung vor der französischen Komödientradition.“